# Living Out Loud
Living Out Loud (Viviendo al máximo en Hispanoamérica) es una película estadounidense de drama del año 2009. Es dirigida por Anne Wheeler. Fue lanzada el 2 de mayo de 2009 en los Estados Unidos.

## Sinopsis
Emily Marshall (Gail O'Grady) tenía aspiraciones y el talento para ser una cantante/compositor, pero en cambio, decidió casarse Brad (Michael Shanks), y juntos criaron dos hijos, Melissa (Jessica Amleede) 14 años y Ben (Alex Ferris) de 10 años de edad. Ahora, una madre ocupada y profesora de una escuela de música, Emily se sorprende al descubrir que tiene cáncer de mama. Durante la noche, su vida cambia en formas que nunca pudo imaginar. Ella se encuentra tener que enfrentarse a los desafíos de su enfermedad los tratamientos, los efectos secundarios difíciles, las emociones y confiar en su familia para ayudar a dejar de enseñar a su clase de música. Emily también encuentra inspiración inesperada y una nueva forma de ver la vida por una nueva amiga (Babs Chula) que la anima a levantarse, dejar de ser sonámbula a través de su vida y comenzar a soñar de nuevo.

## Locación
El film fue rodado en Maple Ridge, Columbia Británica, Canadá.
- Datos: Q2540851